# Walter Riedel (Chemiker)
Walter Karl Riedel (* 20. Oktober 1902 in Halbau, Provinz Schlesien; † 4. Juli 1965 in Dresden) war ein deutscher Chemieingenieur und Hochschullehrer.

## Leben und Wirken
Walter studierte nach dem in Bautzen erfolgten Schulabschluss nach einem einjährigen Praktikum in Zittau ab 1923 Chemie an der Technischen Hochschule Dresden und erlangte den Abschluss als Diplom-Chemiker. 1930 promovierte er zum Dr.-Ing. und war 1930 als Chemieingenieur in der Oberlausitzer Baumwollweberei Waltersdorf und am Institut für Straßenbau der Technischen Hochschule Dresden tätig. Dort übernahm er 1936 die Leitung des Straßenbau-Laboratoriums der TH Dresden. Nach seinem Kriegsdienst wurde er 1946 Lehrbeauftragter für das Straßenbaupraktikum und Leiter des Labors für Straßenbau der Technischen Hochschule Dresden. Zuletzt war er dort von 1962 bis zu seinem Tod 1965 Titular-Professor für Kolloidchemie.

## Schriften (Auswahl)
- Untersuchungen an Wolfram- und Chromhydrosolen. Steinkopff, Dresden, Leipzig 1930.
- (mit Hans Weber): Über die Haftfestigkeit bituminöser Bindemittel an Gesteinen. Berlin-Lichterfelde [1934].
- Herstellung von Bindemitteln für Straßenbau und Bautenschutz aus Braunkohlenteerölen. In: Chemisches Zentralblatt 127 (1956), S. 14230.
- Die Laboratoriumsausbildung der Straßenbaustudenten an der TH Dresden. In: Die Straße 1 (1961), Heft 2, S. 73–77.